# Круц Іван Семенович

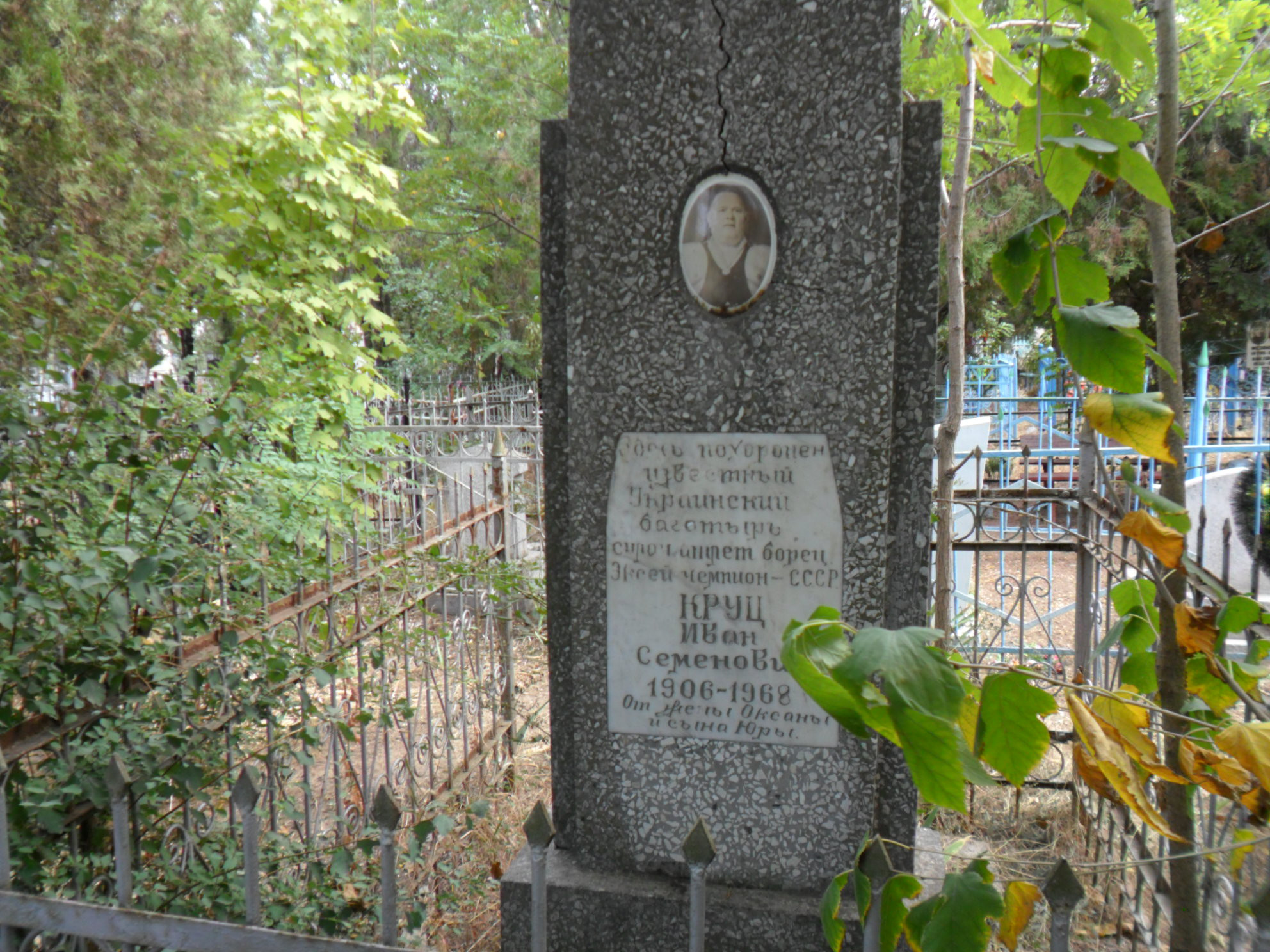
Могила І. С. Круца у Миколаєві.

Круц (Круць) Іван Семенович (нар. 1906, Миколаїв — пом. 1968, с. Жовтневе, Миколаївська область) — український цирковий артист, борець, важкоатлет.
Народився І. С. Круць у 1906 р. в місті Миколаєві. Походив з бідної української родини. Родина Круців рятуючись від голоду часів громадянської війни виїхала у село Роздол Голованіського повіту Єлизаветградської губернії (тепер Кіровоградська область), де і минуло дитинство майбутнього чемпіона.
У 1920 році родина Круців повернулася до Миколаєва, Іван навчався у робітничій школі, а у 1922 році влаштувався працювати у порт. Відтоді своє життя Іван Семенович пов'язав з Богоявленськом (В 1938 році Президія Верховної Ради УРСР перейменувала Богоявленськ на Жовтневе.), де прожив майже усе своє життя.
В порту, де майбутній атлет працював вантажником, хлопця примітили і запропонували виступати в цирку.
Наприкінці двадцятих років Іван Круць був уже відомим і популярним артистом циркової арени, одним з найсильніших спортсменів класичної боротьби. За порадою «продюсерів» атлет прибрав зі свого прізвища м'який знак і став тепер Круц.
Іван Круц боровся з Іваном Піддубним, виступав на гастролях спільно з богатирем Василем Дзюбою (1899—1945рр).
Іван Семенович легко крутив пальцями із цвяхів «спіраль», в'язав із сталевих прутів «краватки». У «силовий атракціон» входили такі трюки: атлет підкидав над собою 45-кілограмову кулю і ловив її на шию. Скріплював пальці рук у «замок», а з обох боків під лікті йому начіплювали міцні посторонки, в які запрягали по коняці. Хоч як не старалися коні, проте розірвати рук богатиря не могли. До речі цей номер вимагав неабиякої фізичної сили і його могли демонструвати лише кілька атлетів у Європі, серед яких був і Іван Круц.
Старожили згадують, що Іван Семенович мав почуття гумору та самоіронії, мав добру і щиру душу.
Початок Другої світової війни застав Івана Круца на гастролях селами Одещини, червона армія стрімко відступала під ударами вермахту та Румунської армії, тож безліч людей опинилися в окупації, не маючи змоги евакуюватися. Як наслідок Круц залишився в Одесі і після вступу німецьких військ до Миколаєва Іван Семенович повернувся додому. Заробляв на життя атлетичними номерами, керував цирковою трупою. Доводилося часто виступати на манежі перед румунськими та німецькими солдатами.
Після війни Іван Семенович мешкав у власноруч збудованому у Жовтневому (селище Жовтневе — передмістя Миколаєва) ще до війни домі.
І. Круца добре знали в тогочасних атлетичних колах як України, так і Радянського Союзу. Іван Семенович налагоджував зв'язки з атлетами, котрі лишилися живі після війни і з ними далі гастролював Україною.
Згадує В. Свіренко, український гирьовик: «У 1945 році Жовтневий районний комітет НКВД очолив якийсь майор — уралець. Він не мав житла, і хтось порекомендував йому винайняти квартиру у Івана Семеновича. Іван Семенович до війни їздив з гастролями по всьому Радянському Союзу, заробляв добру копійку і мав можливість побудуватися як належить. На той час це було добротнее і велике помешкання.
Енкеведист уподобав будинок одразу. Іван Семенович, мешкав на той час сам, погодився взяти його на квартиру, надав енкаведисту одну кімнату… За якийсь час майор просить Івана Семеновича уступити йому ще одну кімнату, бо, мовляв, хоче викликати дружину з Уралу.
Круц дав згоду- у нього залишилося ще дві кімнати. Іван Семенович і не здогадувався, що добрий з виду майор вже готував йому кайдани.
Майор сфабрикував папір про те, що ніби-то Круц під час війни співпрацював з окупантами, приклав фотографію на якій богатир в одній руці тримав румунського офіцера а у іншій важкоатлетичний снаряд…»
Круца заарештували 29 січня 1945 року і звинуватили у державній зраді. Згідно з вироком трибуналу військ НКВД у Миколаївській області від 4 червня 1945 р його засудили до 6 років таборів, обмеження у правах на три роки і конфіскацією майна.
Майор став власником будинку Івана Круца.
Ось протоколи допитів на котрих Іван Семенович свідчив: "Народився у Миколаєві у 1906 р. Батько був моряк торгового флоту. У 1920 р, почав відвідувати спортивну секцію у трудовій школі. У 1922 р. закінчив трудову школу і почав виступати на сцені і в цирку як борець, одночасно працював вантажником у порту. З 1926 року і до окупації працював артистом-борцем — їздив з виступами містами та селами. На килимі змагався з відомими атлетами — Загоруйком, Криловим, Чемяком, Несуйком та ін. У перші дні окупації був заарештований фельдкомендатурою за наклепом — начебто при відході червоних я набрав 60 мішків борошна. Та німці швидко розібралися і на другий день мене звільнили. За наказом пішов і зареєструвався у драмтеатрі як артист. 
Нами керував у міській Управі Клименко (до війни — керівник заводської хорової капели). Він добився для нас дозволу їздити по селах з цирковими номерами. У вересні 1941 р. в Управі отримав дозвіл на оренду приміщення для атракціону, витратив 5 тисяч рублів на обладнання, але німці забрали його під казино.
Працювали у приватному балагані, навесні 1942 р. я відкрив свій на Військовому ринку, (Район вулиці Степової) який невдовзі закрив, бо було замало публіки. Директор драмтеатру запропонував організувати в нього групу борців і ми до нього перейшли. 
З вересня 1942 р. я їздив із своєю групою. 20 серпня 1942 року на честь 20-річчя моєї спортивної і артистичної діяльності був мій виступ у саду Петровського. Я ліг і через мене проїхала вантажна машина з людьми. Опісля народ кинувся до мене, а я заскочив на машину і подякував всім глядачам. Я пообіцяв показати номер по розтягуванню рук кіньми.
Загалом в мене було 6-7 артистів, іноді ще й оркестр з 5-6 людей. Я виступав з силовими номерами: танго з дамою в зубах, забивання кулаком цвяхів у дошку і витягування їх зубами, ламання руками кінських підков, боротьба з биком та ін. На виступах були також німці і румуни. Моя дочка Тамара грала на акордеоні попурі з українських пісень.
У жовтні 1942 р. були гастролі у Братському і я познайомився з Харченком — головою сільуправи (бургомістром). Він сказав, що є таємним керівником партизанського загону і пов'язаний з одеським підпіллям. Від нього в подальшому я отримував листівки і розповсюджував скрізь по селах і в дорозі. Я прийняв до себе втікача з полону Юсуфа (з ним виступав ще до війни), Пижа Фана — з єврейської родини, Простякову Валентину прийняв у сім'ю, спас від Німеччини. У 1965 році, коли справа переглядалася, Харченко знову підтвердив свідчення про співпрацю Круца з радянським підпіллям, надав список з 37 прізвищ, адреси конспіративних квартир, керівників одеського підпілля. Але відлига скінчилася і довіри не було, тобто не було реабілітації. У Круца так і залишилася стаття 58-10, тобто антирадянська агітація.
Йому пригадували кілька випадків на виступах, коли він підкидав угору двопудову гирю, потім приймав її на груди і скидав на поміст з вигуком «Капут!», а хтось з залу питав: «Кому?» — і він відповідав: «Більшовикам!». А — треба було казати: «Слава КПРС!», коли у залі повно німців? І наче немає такого поняття, як конспірація. Між тим, при слідстві було серйозно порушена процедура — не було рішення про відкриття карної справи — а слідство проводилося і був вирок.
Згідно запису № 59654 Національного банку репресованих, Круц І. С. 1906 року народження, народжений у м. Миколаєві, українець, із службовців, до політичних партій не належав, з початковою освітою, безробітний, про склад сім'ї і подальшу долю зазначено — «нема даних». Реабілітований у 1991 р.
Після повернення із заслання родина Круців повернулася у Голованівськ. Іван Семенович одружився у таборах (його майбутня дружина Оксана теж відбувала термін), тож повернувся він з дружиною Оксаною та сином Юрієм, котрий народився у засланні. На Кіровоградщині Круц знову почав виступати на арені, був тренером і одночасно капітаном команди на обласних, республіканських та всесоюзних змаганнях сільських спортсменів.
Однак Іван Степанович завжди хотів повернутися у Жовтневе і нарешті змінив Голованівськ на Жовтневе. Повернувшись у Жовтневе І. Круц збудував новий будинок на вул. Петровського (тепер Литовченка) у якому прожив із сім'єю до самої смерті.
Варто згадати цікавий епізод, котрий стався під час побудови будинку.
Згадує Дмитро Петрович Клименко: «Я будував хату і привіз на пилораму колоди для розпилювання. Тут приїхав Круц. З'ясувалося, що він теж будується і йому потрібно було розпустити колоди на балки. Робітники сказали Круцу: „Розпиляємо без черги, якщо сам покладеш колоду на візок пилорами“. Круц підійшов до краю колоди, обхопив її обома руками знизу, різко видихнув і закинув колоду на візок. Потім так само завів і другий кінець. Це було неймовірним видовищем бо для такої роботи потрібно було кілька міцних чоловіків».
Іван Семенович не припиняв гастролі Жовтневим районом та Миколаївщиною, купив старенького «ЗІМа», найняв шофера і їздив селами з показовими виступами. Авто теж брало участь у виступах. Атлет клав собі на груди дві товсті дошки, на які в'їжджала машина. Раз на рік у клубі Жовтневого району Іван Семенович влаштовував показові виступи. Варто зауважити, що українець Іван Круц першим у світі підняв над собою 200 кг.
Як згадують старожили, на сцену викликали шістьох хлопців, їх зв'язували рушниками, і атлет піднімав усіх собі на плечі і крутив «вітряка». Цвях 150 мм забивав у підлогу рукою замотаною у хусточку по саму головку, після чого витягував його зубами.
Людина безмежно закохана у спорт, Іван Семенович з великою любов'ю ставився до людей, жив для них. Разом зі своїми вихованцями сприяв популяризації важкоатлетичних занять серед молоді. Як згадують старожили борцівський клуб, де І. С. Круц займався з молоддю, містився в приміщинні Жовтневого районного будинку культури на розі вулиць Бузької (тепер вулиця Пилипа Орлика) та Млинної (тепер вулиця Клечова балка). Завідувачем будинку культури довгий час був Іван Круц. Хоч Іван Семенович у 1962 році і подавав заяву про реабілітацію, проте він її так і не дочекався.
Помер видатний український спортсмен у 1968 році у селищі Жовтневе (зараз Корабельний район м. Миколаєва) і похований на місцевому цвинтарі. На пам'ятнику атлетові напис: «Іван Семенович Круц (1906—1968) український богатир, атлет, екс — чемпіон СРСР по класичній боротьбі».
Силами Вітовського Українського Товариства та Миколаївського обласного товариства «Меморіал» в архіві СБУ віднайдена карна справа І. Круца. За фактами справи Миколаївське обласне телебачення зняло документальний фільм про долю видатного спортсмена.